# Дерновка (Киевская область)
Дерно́вка (укр. Дернівка) — село, входит в Барышевскую поселковую общину Броварского района Киевской области Украины. До 2020 года входило в состав Барышевского района.
До революции входило в состав Барышевской волости Переяславского уезда Полтавской губернии. По данным 1987 года, в селе проживало около 700 человек. Население по переписи 2001 года составляло 480 человек.
Почтовый индекс — 07523. Телефонный код — 4576. Занимает площадь 1,66 км².

## Известные уроженцы
- Костенко, Василий Семёнович (1912—2001) — украинский советский партийный и государственный деятель. Писатель.

## Местный совет
07523, Киевская обл., Барышевский р-н, c. Дерновка, ул. Суворова, 1а